# Jake Pemberton
Jake Pemberton (Highlands Ranch (Colorado), 12 de enero de 1996) es un jugador de baloncesto estadounidense que pertenece a la plantilla del Hapoel Haifa B.C. de la Liga Leumit (baloncesto). Con 1,93 metros de estatura, juega en la posición de base.

## Trayectoria deportiva
Es un jugador formado en Denver Pioneers y tras no ser elegido en el Draft de la NBA de 2018, su primera experiencia como profesional sería en la temporada 2018-19 en Europa para jugar en Israel, firmaría un contrato por una temporada con Maccabi Ashdod B.C. de la Ligat Winner.